# The Miseducation of Cameron Post
The Miseducation of Cameron Post é um romance young adult estadunidense escrito por Emily M. Danforth e lançado em 2012 pela HarperCollins. O livro segue a história de Cameron Post, uma garota de doze anos que está descobrindo sua própria sexualidade; após seus pais morrerem em um acidente de carro, é obrigada a conviver com sua tia conservadora e, após se relacionar com sua melhor amiga, é enviada para terapia de reorientação sexual.
A adaptação cinematográfica homônima foi lançada nos Estados Unidos em 2018. Dirigido por Desiree Akhavan, apresenta no elenco Chloë Grace Moretz, Jennifer Ehle, John Gallagher Jr., Forrest Goodluck e Sasha Lane.